# Skarresø Sogn
Skarresø Sogn var et sogn i Syddjurs Provsti (Århus Stift).
I 1800-tallet var Skarresø Sogn og Ebdrup Sogn annekser til Kolind Sogn. Skarresø hørte til Øster Lisbjerg Herred, Kolind og Ebdrup til Djurs Sønder Herred, begge i Randers Amt. Kolind-Ebdrup-Skarresø sognekommune blev ved kommunalreformen i 1970 indlemmet i Midtdjurs Kommune, som ved strukturreformen i 2007 indgik i Syddjurs Kommune.
I Skarresø Sogn ligger Skarresø Kirke.
1. januar blev sognet lagt sammen med Kolind Sogn og Ebdrup Sogn i Kolind-Ebdrup-Skarresø Sogn.
I sognet findes følgende autoriserede stednavne:
- Astrup (bebyggelse, ejerlav)
- Mesballe (bebyggelse, ejerlav)
- Skarresø (bebyggelse, ejerlav)
- Tjerrild (bebyggelse, ejerlav)